# 氯达香豆素
氯达香豆素（英語： 或 clobenfurol）是一种有机氯化合物，化学式C
15H
11ClO
2，能用于血管舒張。